# Resolutie 1421 Veiligheidsraad Verenigde Naties
Resolutie 1421 van de Veiligheidsraad van de Verenigde Naties werd unaniem door de VN-Veiligheidsraad aangenomen op 3 juli 2002.

## Achtergrond
In 1980 overleed de Joegoslavische leider Tito, die decennialang de bindende kracht was geweest tussen de zes deelstaten van het land. Na zijn dood kende het nationalisme een sterke opmars, en in 1991 verklaarden verschillende deelstaten zich onafhankelijk. Zo ook Bosnië en Herzegovina, waar in 1992 een burgeroorlog ontstond tussen de Bosniakken, Kroaten en Serviërs. Deze oorlog, waarbij etnische zuiveringen plaatsvonden, ging door tot in 1995 vrede werd gesloten. Hierop werd de NAVO-operatie IFOR gestuurd die de uitvoering ervan moest afdwingen. Die werd in 1996 vervangen door SFOR, die op zijn beurt in 2004 werd vervangen door de Europese operatie EUFOR Althea.

## Inhoud
De Veiligheidsraad:
- Herinnert aan al zijn vorige resoluties over de conflicten in ex-Joegoslavië, en voornamelijk de resoluties 1357, 1418 en 1420.
- Handelt onder hoofdstuk VII van het Handvest van de Verenigde Naties.

1. Beslist dat de bepalingen in resolutie 1357 nog tot 15 juli van kracht blijven.
2. Besluit om op de hoogte te blijven.

## Verwante resoluties
- Resolutie 1418 Veiligheidsraad Verenigde Naties
- Resolutie 1420 Veiligheidsraad Verenigde Naties
- Resolutie 1423 Veiligheidsraad Verenigde Naties
- Resolutie 1424 Veiligheidsraad Verenigde Naties

Lijst ·  1387 ·  1388 ·  1389 ·  1390 ·  1391 ·  1392 ·  1393 ·  1394 ·  1395 ·  1396 ·  1397 ·  1398 ·  1399 ·  1400 ·  1401 ·  1402 ·  1403 ·  1404 ·  1405 ·  1406 ·  1407 ·  1408 ·  1409 ·  1410 ·  1411 ·  1412 ·  1413 ·  1414 ·  1415 ·  1416 ·  1417 ·  1418 ·  1419 ·  1420 ·  1421 ·  1422 ·  1423 ·  1424 ·  1425 ·  1426 ·  1427 ·  1428 ·  1429 ·  1430 ·  1431 ·  1432 ·  1433 ·  1434 ·  1435 ·  1436 ·  1437 ·  1438 ·  1439 ·  1440 ·  1441 ·  1442 ·  1443 ·  1444 ·  1445 ·  1446 ·  1447 ·  1448 ·  1449 ·  1450 ·  1451 ·  1452 ·  1453 ·  1454